# Smittium dimorphum
Smittium dimorphum är en svampart som beskrevs av Lichtw. & M.C. Williams 1983. Smittium dimorphum ingår i släktet Smittium och familjen Legeriomycetaceae.   Inga underarter finns listade i Catalogue of Life.